# Oppenheimer-Phillips-proces
Het Oppenheimer-Phillips-proces is een door Robert Oppenheimer en Melba Phillips in 1935 beschreven kernreactie bij het bombarderen van atomen met deuterium-kernen of deuteronen. In dit proces verbindt een neutron afkomstig van het deuteron (een proton en een neutron) zich met de atoomkern van het doelwit, dat daardoor overgaat in een ander isotoop van het gebombardeerde element. Afhankelijk van het uitgangsmateriaal ontstaan hierbij radioactieve isotopen. Dit verklaart de proefondervindelijk resultaten in het cyclotron van het Lawrence Berkeley National Laboratory. Een voorbeeld waarbij een stabiel nuclide ontstaat is de omzetting van koolstof-12 naar koolstof-13.
{\displaystyle {\ce {^{2}H \ + \ ^{12}C \ -> \ ^{13}C \ + \ ^{1}H}}}
Het proces treedt op bij lager energie dan verwacht bij berekening van de coulombkracht tussen een deuteron en de atoomkern van het doelwit. Als het deuteron de positief geladen atoomkern van het doelwit nadert, wordt het een elektrisch dipoolmoment gewaar, waardoor de positieve protonzijde van het deuteron van de atoomkern van het doelwit afgekeerd is en de neutrale neutronzijde van het deuteron naar de atoomkern van het doelwit toe wijst. Als de bindingsenergie van het neutron met de atoomkern van het doelwit groter is dan de bindingsenergie van het deuteron, dan verbindt het neutron zich met de atoomkern en wordt het overblijvende proton afgestoten door de coulombkracht tussen de twee positieve ladingen.